# ヨアヒム・レーヴ
ヨアヒム・レーヴ（Joachim „Jogi“ Löw、1960年2月3日 - ）は、西ドイツ・バーデン＝ヴュルテンベルク州シェーナウ・イム・シュヴァルツヴァルト出身の元サッカー選手、サッカー指導者。現役時代のポジションはフォワード。
ニックネームは「Jogi（ヨギ）」。なお項目名は日本のマスコミが使用する表記であり、ドイツ語規範発音をカタカナ転写すれば「レーフ」となる。

## 経歴

### 選手時代
現役時代のポジションはFW。
SCフライブルクでプロサッカー選手となった後、VfBシュトゥットガルトなどのドイツのクラブに移籍し、1989年にスイスのFCシャフハウゼンに移籍。1995年、スイスのFCフラウエンフェルトで引退する。U-21ドイツ代表の経験もある。SCフライブルクではチーム得点王にもなっている。

### 指導者時代

#### クラブチームでのキャリア
35歳で現役を引退後、ドイツ・ブンデスリーガのVfBシュトゥットガルトのヘッドコーチに、翌年には監督に就任。就任した1996-97シーズンでクラシミール・バラコフやジオバネ・エウベル・ジ・ソウザ、フレディ・ボビッチ等で攻撃的なチームを作り、リーグ4位とDFBカップで優勝する。翌1997-98シーズンにもリーグ4位、そしてUEFAカップウィナーズ・カップで準優勝するが、当時のマイヤー・フォアフェルダー会長が「クラブの監督にはビッグネームを欲しい」とメディアを通して公言、VfBシュトゥットガルトを解任された。
1998-99シーズンにはスュペル・リグのフェネルバフチェに、1999-00シーズンは当時ブンデスリーガ2部だったカールスルーエSCの監督に就任するが、カールスルーエではクラブで初めて3部に降格する。2001年、トルコのアダナスポルの監督となる。
2001-02シーズンで、オーストリア・ブンデスリーガのFCチロル・インスブルック（現FCヴァッカー・インスブルック）の監督に就任し、優勝する。2003-2004シーズンでは同じオーストリア・ブンデスリーガのFKアウストリア・ウィーンで1年間指揮を取り、2004年に母国ドイツ代表のヘッドコーチに就任する。

#### ドイツ代表ヘッドコーチから代表監督へ
ヘッドコーチ就任後は、当時のユルゲン・クリンスマン監督の片腕として主にチーム戦術の決定及び戦術トレーニングを担当した。2006 FIFAワールドカップドイツ大会終了後のクリンスマン辞任に伴い、監督に就任した。

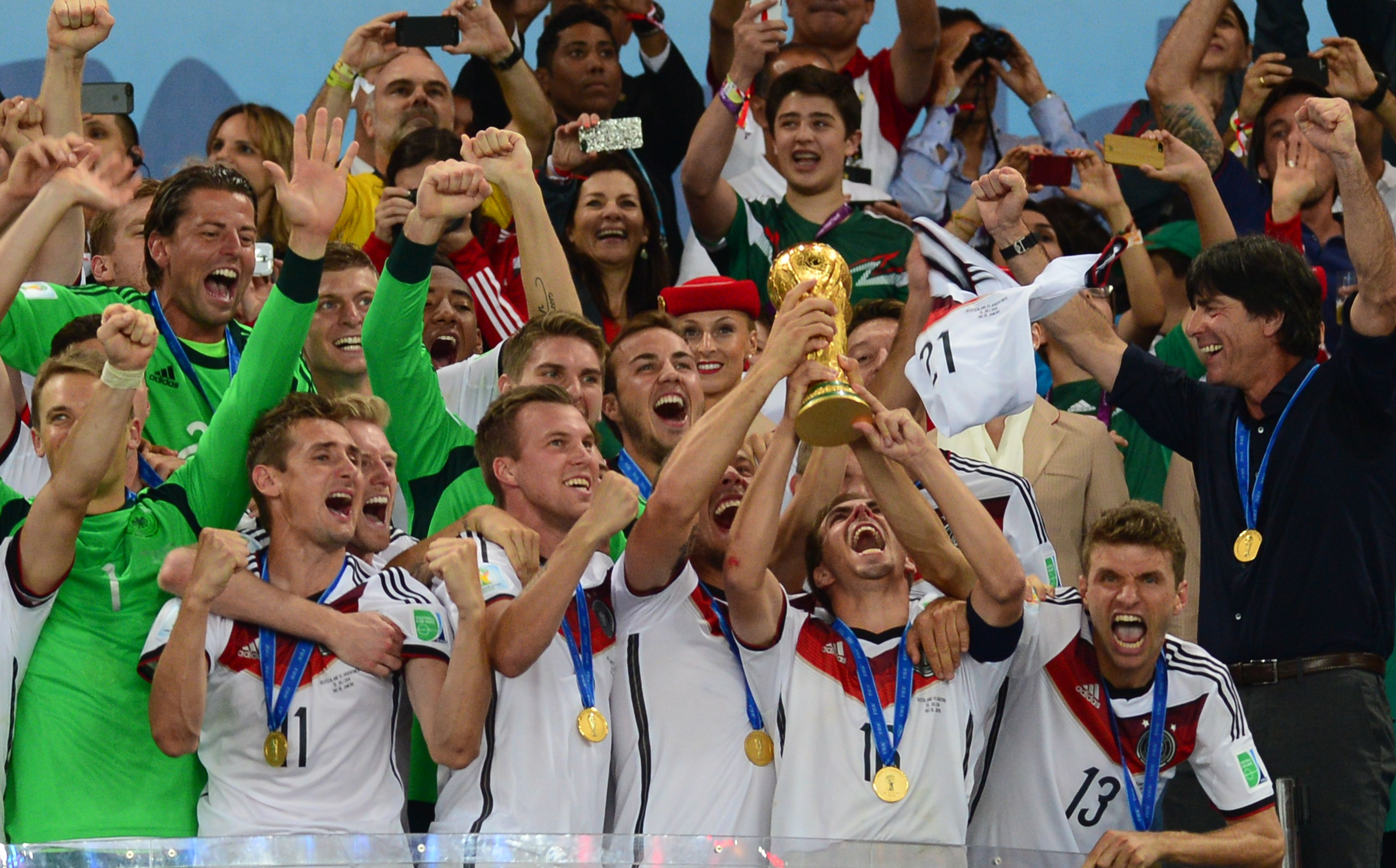
2014 FIFAワールドカップ表彰式で選手達と共に優勝を喜ぶレーヴ

監督就任後は、UEFA EURO 2008では準優勝、2010 FIFAワールドカップ南アフリカ大会では2大会連続で3位となり、優勝こそしていないものの高い成績を残していた。ポーランド・ウクライナ共催のUEFA EURO 2012のグループリーグではポルトガル、オランダ、デンマークとの「死の組」を全勝で首位通過するも、準決勝でマリオ・バロテッリの2発に沈みイタリアに敗戦、3位となった。2014 FIFAワールドカップブラジル大会では優勝。南米開催のW杯で、欧州勢として初優勝となる。
2015年3月13日、ドイツ代表との契約を2018年まで延長したことを発表した。2016年10月31日にUEFA EURO 2020まで契約を延長し、2018年5月15日に2022 FIFAワールドカップカタール大会まで更に契約を延長した。直後の6月より開催された2018 FIFAワールドカップロシア大会では、グループリーグFでメキシコと韓国に敗れてグループ最下位で敗退した。
2021年3月9日、UEFA EURO 2020終了後にドイツ代表監督を退任すると発表。本大会のグループリーグFではフランス、ポルトガルの同組となり、更にハンガリーの大善戦にも苦しめられることになる。2位でグループリーグは突破するも、決勝トーナメント1回戦でイングランドに0-2で敗れ、不本意な形で15年に渡る長期政権に幕を閉じた。2022年10月には古巣のVfBシュトゥットガルトよりアドバイザー就任の要請を受けたものの、監督業にこだわるため辞退していたことが報じられた。

## エピソード

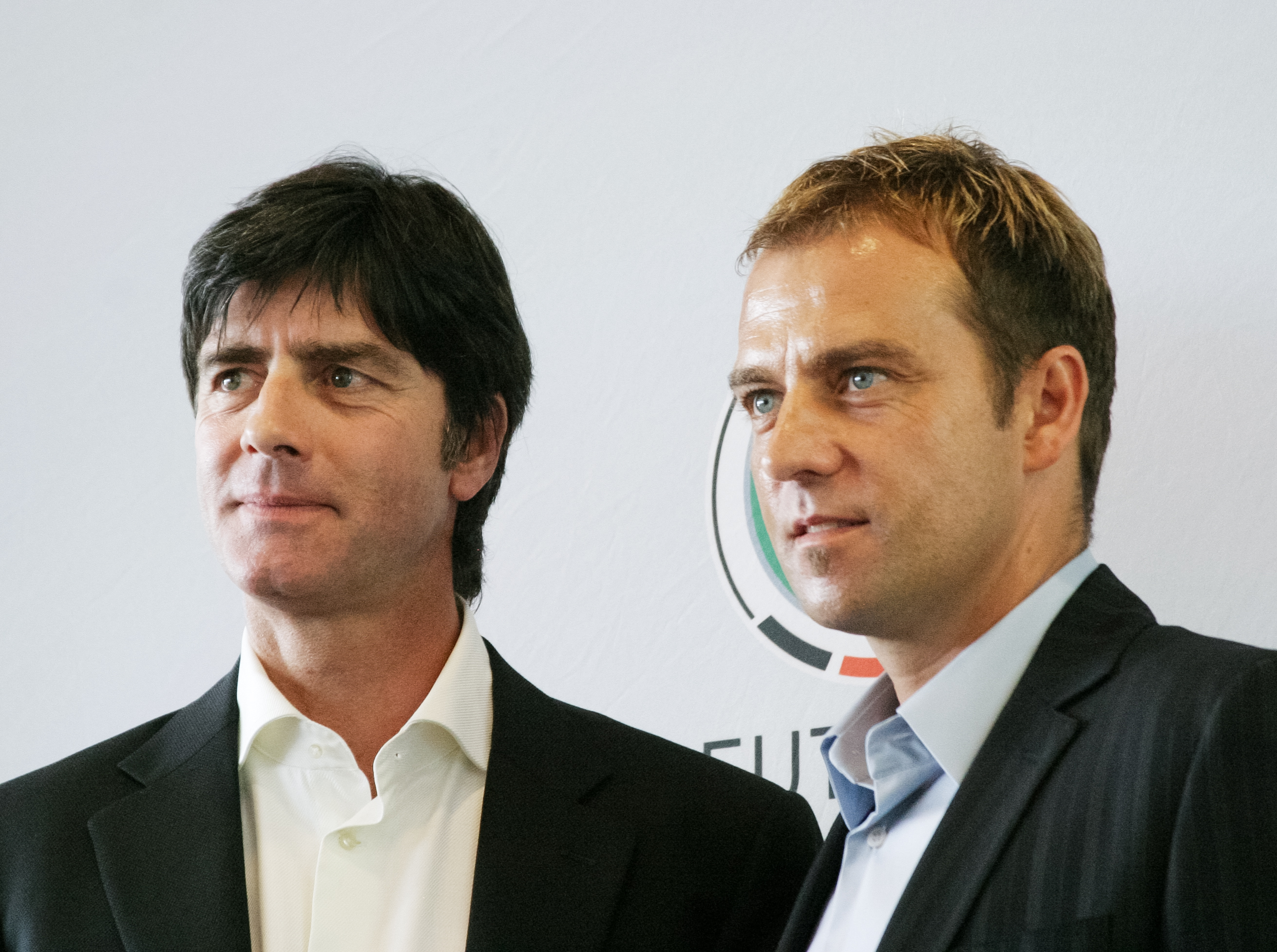
レーヴ(左)とハンス＝ディーター・フリックアシスタントコーチ（2006年）

- 家族については本人がメディアに出さないように気を遣っているため不明な点が多い。父は植字工、4人兄弟の長男である。結婚して20年以上になるが子供はいない。
- 結婚してから長い間フライブルクの集合団地に住んでいたが、知名度が上がるにつれて観光客が増えてしまい近所に対する迷惑を考慮してフライブルク中心部のマンションに引っ越しをしている。その後2008年にフライブルク南部のウィトナウに転居、市長と消防団によりプライベートを守られている。
- スピード違反での逮捕歴が2回ある。2006年FIFAワールドカップ・ドイツ大会期間中に4週間の免許停止を言い渡されている。2014年には6か月間の免許停止の処分を受けた[8]。
- ドイツ代表の歴代監督は選手時代に活躍している人物を登用する傾向があるが、前述の通りレーヴは例外的な存在である。
- ヨギというあだ名は幼稚園児の頃から呼ばれている。ドイツメディアでもヨギ・レーヴと呼ばれる事が多い。ちなみにヨアヒムという名前をヨギと省略する呼び方は一般的ではない。
- Jogiには「ヨガをする人」という意味があるが、代表選手のトレーニングにヨガを取り入れている。
- 2010年FIFAワールドカップ・南アフリカ大会の3位決定戦直前にインフルエンザに罹患（代表のフィリップ・ラームとルーカス・ポドルスキも感染）、39度の高熱を出し倒れ試合前の記者会見も欠席する事態になった。しかし試合当日はベンチ入りし指揮を執っていた。
- 2010年9月27日に行われたSCフライブルクの総会でSCフライブルクの名誉キャプテンに任命された。
- フライブルク・イム・ブライスガウ付近のヴィトナウ（ドイツ語版）在住。
- 試合中に鼻の穴をほじったり、体の様々な部位を掻いたり、不潔な行動をする事が多々見受けられる。2014年のブラジルW杯では鼻をほじった手でクリスティアーノ・ロナウドと握手を交わしている。2016年6月、UEFA EURO 2016のウクライナ戦ではズボンの中に手を入れた後、その手の匂いを嗅ぐ姿をテレビカメラで映し出された。この事についてレーヴは「ビデオを見たよ。すまなかったね。もう起きてしまったことだから仕方がない」「試合中にはアドレナリンが溢れ出るし、集中していると気付かないうちに勝手に無意識な行為をしてしまうものなんだ。これからは控えるよう気を付けるよ」と語っている[9]。また、ドイツ代表選手のルーカス・ポドルスキは「時々かくことくらいあるだろう。僕だってそうだし、君ら（報道陣）の80%もきっとやってるはずだ」とレーヴを擁護した[10]。

## タイトル

### 監督時代
VfBシュトゥットガルト
- DFBポカール : 1996-97

FCチロル・インスブルック
- オーストリア・ブンデスリーガ : 2001-02

ドイツ代表
- FIFAワールドカップ : 2014
- FIFAコンフェデレーションズカップ : 2017

### 個人
- ドイツ年間最優秀監督 : 2014[11]
- FIFA年間男子最優秀監督 : 2014
- ワールドサッカー世界最優秀監督: 2014[12]
- IFFHS年間最優秀代表監督 : 2014, 2017[13]
- 欧州年間最優秀監督（アルフ・ラムゼイ賞） : 2014
- ジルバーネス・ロールベアブラット : 2010, 2014
- ドイツ連邦共和国功労勲章功労十字小綬章(Verdienstkreuz am Bande) : 2010